# Etapplopp
Etapplopp är en variant av sporttävlingar där tävlingen delas upp i olika etapp som kan vara sträckor eller heat. För cykeltävlingar på landsväg kan det vara med en etapp om dagen under ett varierande antal dagar (från 3-4 till över 20).

## Exempel
- Landsvägscykling: Tour de France är ett exempel där tävlingen pågår under tre veckor med bara två vilodagar då man inte tävlar. Varje dag så cyklas cirka 15-20 mil.
- Rallytävlingar: Rally-VM körs under en säsong i ett flertal specialsträckor i olika länder där den totala tiden avgör vem som vinner tävlingen.